# Cantone di Saulxures-sur-Moselotte
Il Cantone di Saulxures-sur-Moselotte era una divisione amministrativa dell'arrondissement di Épinal.
È stato soppresso a seguito della riforma complessiva dei cantoni del 2014, che è entrata in vigore con le elezioni dipartimentali del 2015.
Comprendeva i comuni di:
- Basse-sur-le-Rupt
- La Bresse
- Cornimont
- Gerbamont
- Rochesson
- Sapois
- Saulxures-sur-Moselotte
- Thiéfosse
- Vagney
- Ventron